# Antonio Fernández (boxeador)
Antonio Fernández (España, 10 de marzo de 1911-Chile, 31 de diciembre de 1976) fue un boxeador de origen español nacionalizado chileno.

## Carrera
| Fecha      | Oponente                   | Lugar                                                | Resultado | Resultado Por | Round | G-P-E-NC |
| ---------- | -------------------------- | ---------------------------------------------------- | --------- | ------------- | ----- | -------- |
| 17/9/1931  | Estanislao Loayza          | Campos de Sports de Ñuñoa, Santiago, Chile           | G         | PTS           | 10    | 8-0-3    |
| 17/9/1931  | Estanislao Loayza          | Campos de Sports de Ñuñoa, Santiago, Chile           | G         | PTS           | 10    | 7-0-3    |
| 6/9/1931   | Armando Foglia             | Santiago, Chile                                      | G         | PTS           | 10    | 6-0-2    |
| 20/12/1930 | Filiberto Mery             | Estadio Reina Victoria (Estadio UC), Santiago, Chile | E         | PTS           | 12    | 5-0-2    |
| 25/6/1930  | Armando Foglia             | Hippodrome Circo, Santiago, Chile                    | E         | PTS           | 10    | 5-0-1    |
| 22/3/1930  | Erasmo Martínez            | Santiago, Chile                                      | G         | PTS           | 10    | 5-0-0    |
| 14/3/1930  | José "Kid Caballito" Ramos | Hippodrome Circo, Santiago, Chile                    | G         | TKO           | 9     | 4-0-0    |
| 1/3/1930   | Erasmo Martínez            | Hippodrome Circo, Santiago, Chile                    | G         | KO            | 9     | 3-0-0    |
| 18/1/1930  | Modesto Gómez              | Santiago, Chile                                      | G         | PTS           | 10    | 2-0-0    |
| 30/11/1929 | Manuel Celis               | Hippodrome Circo, Santiago, Chile                    | G         | KO            | 9     | 1-0-0    |